# Streblus usambarensis
Streblus usambarensis là một loài thực vật có hoa trong họ Moraceae. Loài này được (Engl.) C.C. Berg miêu tả khoa học đầu tiên năm 1988.